# Liste des films soviétiques sortis en 1949
Cet article présente une liste de films produits en Union soviétique en 1949.

## 1949
Les titres en français sont en grande majorité des traductions et non les titres attribués par les distributeurs dans les pays francophones.
Pour le classement annuel, la liste des titres a été établie en se basant sur les répertoires des pages Wikipédia en russe documentées par Longs métrages soviétiques. Catalogue annoté complétées par les listes des sites «kino-teatr» et «kinopoisk» d'où le nombre important de films que l'on trouve dans les références.
Pour les titres où l'on manque de précisions, seule l'année est indiquée : année de réalisation, année de sortie ou les deux ?. Bien que cela puisse paraître superflu, 1949 est inscrit pour chacun de ces titres pour montrer que la vérification a été faite.
On remarque que, la plupart du temps, il n'y a pas de première pour les courts métrages ainsi que pour les dessins animés et les documentaires de courte durée.
| Titre                                 | Titre original                      | date de sortie                         | Réalisateur                                                                           |
| ------------------------------------- | ----------------------------------- | -------------------------------------- | ------------------------------------------------------------------------------------- |
| Aleksandr Popov                       | ru:Александр Попов (фильм)          | 3 mai 1949                             | Herbert Rappaport et Viktor Eisymont                                                  |
| Ambulance (dessin animé)              | ru:Скорая помощь (мультфильм)       | 1949                                   | Lamis Bredis (ru)                                                                     |
| La Bataille de Stalingrad             | ru:Сталинградская битва (фильм)     | 9 mai 1949 (1) et 18 décembre 1949 (2) | Vladimir Petrov                                                                       |
| Bonne Navigation                      | ru:Счастливого плавания!            | 20 octobre 1949                        | Nikolaï Ivanovitch Lebedev (ru)                                                       |
| Bon Vol                               | ru:Счастливый рейс                  | 15 juillet 1949                        | Vladimir Viktorovitch Nemoliaïev (ru)                                                 |
| Champs horaires                       | ru:Часовые полей                    | 24 mars 1949                           | Piotr Nikolaïevitch Nossov (ru)                                                       |
| Le Chemin de la gloire (film, 1948)   | ru:Путь славы                       | 20 avril 1949                          | Boris Alekseïevitch Bouneïev (ru), Mikhaïl Schweitzeret Anatoli Rybakov (réalisateur) |
| La Cloche miraculeuse                 | ru:Чудесный колокольчик             | 1949                                   | Valentina Semionovna Broumberg (ru) et Zinaïda Semionovna Broumberg (ru)              |
| Le Concert de Macha                   | ru:Машенькин концерт                | 1948? 1949?                            | Mstislav Sergueïevitch Pachenko (ru)                                                  |
| Conte de printemps (dessin animé)     | ru:Весенняя сказка (мультфильм)     | 1949                                   | Viktor Alekseïevitch Gromov (ru)                                                      |
| Conte du vieux chêne                  | ru:Сказка старого дуба              | 1949                                   | Olga Khodataïeva                                                                      |
| Coucou et étourneau                   | ru:Кукушка и скворец                | 1949                                   | Leonid Alekseïevitch Amalrik (ru) et Vladimir Polkovnikov                             |
| Heureuse rencontre                    | ru:Счастливая встреча (фильм, 1949) | 26 septembre 1949                      | Nikolaï Konstantinovitch Sanichvili (ru)                                              |
| Ils ont une patrie                    | ru:У них есть Родина                | 20 mars 1949                           | Vladimir Grigorievitch Legochine (ru) et Alexandre Feinzimmer                         |
| Ivan Pavlov (film)                    | ru:Академик Иван Павлов             | 21 février 1949                        | Grigori Rochal                                                                        |
| Konstantine Zaslonov                  | ru:Константин Заслонов (фильм)      | 12 septembre 1949                      | Vladimir Vladimirovitch Korch-Sabline (ru) et Alexandre Feinzimmer                    |
| Lion et lièvre                        | ru:Лев и заяц                       | 1949                                   | Boris Petrovitch Diojkine (ru) et Guennadi Flegontovitch Filippov (ru)                |
| Mitchourine (film)                    | ru:Мичурин (фильм)                  | 1er janvier 1949                       | Alexandre Dovjenko                                                                    |
| Monsieur Marche                       | ru:Mистер Уолк                      | 1949                                   | Viktor Alekseïevitch Gromov (ru)                                                      |
| Oies-cygnes (dessin animé)            | ru:Гуси-лебеди (мультфильм)         | 1949                                   | Alexandra Snejko-Blotskaïa et Ivan Ivanov-Vano                                        |
| Polkan et Chavka                      | ru:Полкан и Шавка                   | 1948? 1949?                            | Aleksandr Vassilievitch Ivanov (ru)                                                   |
| Rainis (film, 1949)                   | ru:Райнис (фильм, 1949)             | 1er aout 1949                          | Youli Raizman                                                                         |
| Rencontre sur l'Elbe                  | ru:Встреча на Эльбе (фильм)         | 16 mars 1949                           | Grigori Alexandrov                                                                    |
| Tribunal d'honneur (film)             | ru:Суд чести (фильм)                | 22 février 1949                        | Abram Room                                                                            |
| Vladimir Ilitch Lénine (documentaire) | ru:Владимир Ильич Ленин (фильм)     | 7 novembre 1949                        | Vassili Nikolaïevitch Beliaïev (ru) et Mikhaïl Romm                                   |
| Voix étrangère (dessin animé)         | ru:Чужой голос (мультфильм)         | 1er janvier 1949 ou octobre 1949       | Ivan Ivanov-Vano                                                                      |